# Leo Michelson
Pour les personnes ayant le même patronyme, voir Michelson.
Leo Michelson (en letton : Leo Mihelsons, né le 12 mai 1887 à Riga et mort en 1978 à New York) est un artiste letton, naturalisé américain.
Il suivit ses études à Saint-Pétersbourg mais dut quitter le pays lors de le Révolution russe. Il s'enfuit en Allemagne où il se rapprocha de l'impressionnisme, puis en France où il fut membre de l'École de Paris. Il acquit une réputation internationale pour ses peintures et ses sculptures et exposa dans toute l'Europe. Mais la guerre de 1939 l'obligea à se réfugier aux États-Unis où il obtint la nationalité américaine en 1945.
Leo Michelson reçut la Légion d'honneur en 1937 et l'Ordre du mérite letton en 1938.
Le Leo Michelson Museum (en), ouvert en 1985 à Marshall au Texas, présente une importante collection de ses œuvres.

## Biographie
Michelson est né à Riga, en Lettonie. Il a fréquenté l'Académie impériale de Saint-Pétersbourg, en Russie, puis l'Université de Tartu à Tartu, en Estonie.
La révolution russe de 1917 contraint Michelson à quitter la Russie pour Munich, en Allemagne, où il participe aux débuts de l'expressionnisme allemand.
En 1920, Michelson vivait à Paris et s'était forgé une réputation internationale pour ses peintures, gravures et sculptures. Progressivement, ses expositions sont remarquées par le milieu parisien qui lui souligne "des tons très fins", un dessin très adroits". En tant que membre éminent de l'École de Paris, ses œuvres ont été exposées dans de grandes expositions à travers l'Europe occidentale, l'Union soviétique et les États-Unis. Après la chute de Paris contre l'Allemagne nazie en 1939, Michelson s'est enfui à New York, où il a passé le reste de sa vie.
Michelson est décrit comme un «éternel émigré, éternel étudiant» parce qu'il étudiait et expérimentait toujours de nouveaux styles. Michelson avait en fait des crayons de couleur avec lui pour pouvoir dessiner où qu'il soit. Les historiens de l'art ont comparé Michelson à la fois à Chagall et à Picasso, mais c'est Titien qui, selon Michelson, était son inspiration.
Michelson a peint plus de 1000 peintures. Sa veuve, Janine, a choisi Marshall, Texas, comme résidence permanente des œuvres de son défunt mari dans ce qui est connu sous le nom de Michelson Museum of Art.